# Cadillac (Québec)
Pour les articles homonymes, voir Cadillac.
Cadillac est un quartier de la MRC de Rouyn-Noranda et le nom d'une ancienne municipalité de la région administrative de l'Abitibi-Témiscamingue à l'ouest du Québec.

## Géographie
Cadillac se situe à 56 kilomètres au sud-ouest d'Amos et à 50 kilomètres à l'est de Rouyn-Noranda. Le quartier possède une bibliothèque, la paroisse Sainte-Brigitte fondée en 1939 et qui fait partie de l'Unité pastorale Notre-Dame-de-l'Entente ainsi que l'école Louis-Querbes.

## Histoire
Fondée en 1916, le canton de Cadillac fut fondé après la découverte de nombreux minerais. Par la suite, l’ouverture d’une mine prendra le nom de mine O’Brien, propriété du sénateur M. J. O'Brien, de Toronto.
La municipalité de Cadillac, érigée en 1940 comme village minier, obtient le statut de ville en 1948.
Les sites miniers, notamment ceux du fer et du molybdène sont situés le long de la faille minéralisée de Cadillac, repérée pour la première fois dans le canton dont elle tire son appellation.
À la suite des réorganisations municipales québécoises de 2002, l'ensemble des municipalités de la MRC de Rouyn-Noranda fusionnent en une seule.
En date du 1er janvier 2002, la municipalité de Cadillac fusionne donc avec la ville de Rouyn-Noranda pour former une municipalité régionale de comté. Cadillac est aujourd'hui un quartier de la nouvelle ville.
Aujourd'hui la Ville de Rouyn-Noranda a le double statut de MRC et de municipalité locale,. 

## Toponyme

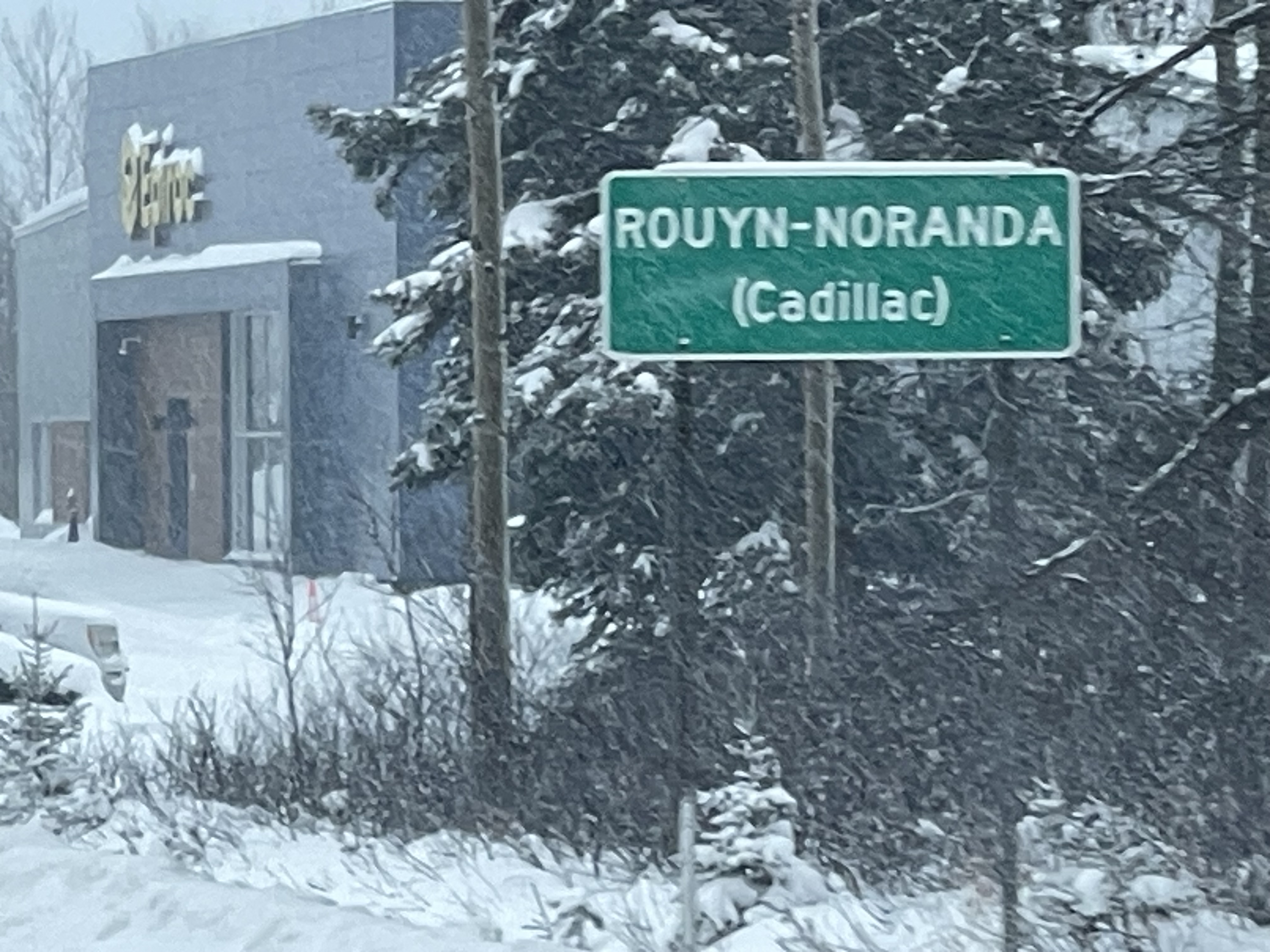

Contrairement à ce qu'on peut penser, le toponyme de Cadillac a été donné à la ville en l'honneur d'un officier du régiment du Berry qui combattit sous les ordres de Louis-Joseph de Montcalm, Henri Preissac d'Estignac de Cadillac et non en souvenir d'Antoine Laumet de Lamothe Cadillac. Ce dernier est le fondateur en 1701 de la ville de Détroit (Michigan), gouverneur de la Louisiane de 1713 à 1716, et gouverneur de la ville de Castelsarrasin de 1722 à 1730, Antoine de Lamothe-Cadillac (1658-1730) est une personnalité importante mais controversée de la Nouvelle-France. Officier au régiment de Berry rattaché à l'armée du général Montcalm, qui a pris part, entre autres, à la bataille des plaines d'Abraham.